# حي السليمانية (مصر)
حي السليمانيةأو (مدينة السليمانية) أو (جولف السليمانية).

## الموقع
الكيلو 55 طريق القاهرة - الأسكندرية الصحراوي مخرج رقم (5)
بالقرب من مطار سفنكس الدولي ومحور الضبعة